# Cláusula de Fianza Excesiva
La Cláusula de Fianza Excesiva de la octava enmienda de la Constitución de los Estados Unidos prohíbe la fianza excesiva fijada en prisión preventiva.
La Cláusula fue redactada en respuesta a la percepción de excesiva fianza en Inglaterra . Las fianzas excesivas también estaban prohibidas por la Carta de Derechos inglesa . Si un juez paga una fianza excesiva, el abogado del acusado puede presentar una moción en el tribunal para reducir la fianza o apelar directamente a un tribunal superior.

## Orígenes
La provisión de fianza excesiva de la Octava Enmienda a la Constitución de los Estados Unidos se basa en el antiguo derecho consuetudinario inglés y en la Declaración de Derechos inglesa.
En Inglaterra, los alguaciles determinaron originalmente si se otorgaba la fianza a los sospechosos de delitos. Debido a que tendían a abusar de su poder, el Parlamento aprobó un estatuto en el que se definían los delitos susceptibles de ser fianza y no fianza. Los jueces del rey a menudo subvirtieron las disposiciones de la ley. Se sostuvo que un individuo puede ser retenido sin derecho a fianza por orden del soberano. Finalmente, la Petición de Derecho de 1628 afirmó que el rey no tenía tal autoridad. Posteriormente, se aprovecharon los tecnicismos de la ley para mantener a los acusados en prisión sin derecho a fianza, incluso cuando los delitos eran fianza; Tales lagunas fueron en su mayor parte cerradas por la Ley de Habeas Corpus de 1679 . A partir de entonces, los jueces se vieron obligados a fijar una fianza, pero a menudo exigían cantidades poco prácticas. Finalmente, la Carta de Derechos inglesa (1689) sostuvo que "no se debería exigir una fianza excesiva". Sin embargo, el proyecto de ley no determinó la distinción entre delitos sujetos a fianza y delitos no sujetos a fianza.

## Texto
La Octava Enmienda establece:
No se exigirá fianza excesiva, ni se impondrán multas excesivas, ni se infligirán castigos crueles e inusuales.

## Interpretación
La Cláusula de Fianza Excesiva actualmente rige solo la detención preventiva federal.[cita requerida]

### Presencia en juicio
En Stack v. Boyle, 342 U.S. 1 (1951), el Tribunal determinó que la fianza de un acusado no puede ser superior a una cantidad que sea razonablemente probable que asegure la presencia del acusado en el juicio. En Stack, el Tribunal determinó que la fianza de 50.000 dólares era excesiva, dados los recursos económicos limitados de los acusados y la falta de pruebas de que probablemente huirían antes del juicio.

### Detención preventiva
Las detenciones preventivas son cuando a alguien se le niega la libertad bajo fianza porque el tribunal teme que si el acusado es liberado, será un peligro para la comunidad. El Congreso autorizó la detención preventiva en la Ley de reforma de la fianza de 1984, y el Tribunal confirmó la ley en Estados Unidos v. Salerno, 481 U.S. 739 (1987) . El Tribunal sostuvo que la única limitación impuesta por la cláusula de fianza es que "las condiciones de liberación o detención propuestas por el gobierno no sean 'excesivas' a la luz del mal percibido".

### Incorporación
El estado de incorporación de la Cláusula de Fianza Excesiva no está claro. En Schilb v. Kuebel, 404 US 357 (1971), la Corte declaró en dicta: "La fianza, por supuesto, es básica para nuestro sistema de derecho, y se supone que la prohibición de la fianza excesiva de la Octava Enmienda tiene aplicación en los Estados a través de la Decimocuarta Enmienda . " En Murphy v. Caza, 455 U.S. 478 (1982), la Corte no llegó al tema porque el caso fue desestimado como discutible. La fianza se incluyó en la lista de derechos incorporados en McDonald v. Chicago (2010) nota al pie 12, que cita a Schilb .

## Ley estatal de EE. UU.
La mayoría de los estados de EE. UU. Tienen disposiciones similares para prevenir una fianza excesiva. Por ejemplo, la Constitución de Connecticut y la Constitución de Hawái contienen prohibiciones similares.

### Georgia
En 2016, un Tribunal Federal comenzó a evaluar el sistema de fianza " preestablecido " de Calhoun, Georgia. La participación se debe a un historial de falta de consideración por los medios financieros del ciudadano acusado al tomar una determinación final de fianza. En 2017, Sally Yates se involucró en el caso en curso.

### Michigan
En Michigan, un juez o juez puede ser censurado por "fijar una fianza 'extremadamente excesiva' y [por lo tanto] mostrar una 'actitud severa' hacia testigos y litigantes", como hizo la Corte Suprema de Michigan con un juez de primera instancia en 2008

### New Hampshire
En New Hampshire, se puede utilizar un recurso de habeas corpus, que es una citación al tribunal, para cambiar el monto de la fianza excesiva; la fianza debe ser "razonable".

### Nueva York
Nueva York ha visto el desarrollo de organizaciones como The Bronx Freedom Fund para ayudar en la liberación de personas acusadas que principalmente poseen menos de $ 1,000 y tienen una fianza de $ 1,000 o más.

### Virginia
La Carta de Derechos de Virginia establece: "No se debe exigir una fianza excesiva, ni se deben imponer multas excesivas, ni se deben infligir castigos crueles e inusuales; que el privilegio del recurso de hábeas corpus no se suspenderá a menos que, en casos de invasión o rebelión, la seguridad pública lo requiera; y que la Asamblea General no aprobará ningún proyecto de ley o ley ex post facto ".

## Casos notables
Un ejemplo de un requisito de fianza importante fue un caso en Texas donde el heredero de bienes raíces de Nueva York, Robert Durst, recibió una fianza de $ 3 mil millones. El abogado de Durst apeló la fianza ante la Corte de Apelaciones de Texas . El tribunal respondió que "no pudo encontrar un caso en el que se estableciera una fianza, y mucho menos se confirmara, ni siquiera el 1 por ciento de cualquiera de las cantidades contra el millonario, independientemente del delito subyacente, la riqueza del acusado o cualquier otra circunstancia". El tribunal redujo la fianza a 450.000 dólares.
Michael Jackson abogó por una fianza menor en su juicio por presunto abuso sexual infantil, por lo que finalmente ganó el caso judicial.
Zachary Cruz (el hermano de Nikolas Cruz, quien está acusado de matar a 17 personas en Stoneman Douglas High School en Parkland, Florida el 14 de febrero de 2018) fue arrestado el 19 de marzo de 2018 por entrar sin autorización en el campus de Stoneman Douglas High School. El 20 de marzo de 2018, un juez fijó su fianza en $ 500,000 por el único delito menor. Aunque el abogado de Zachary Cruz no se refirió específicamente a la cláusula de fianza excesiva, argumentó que la fianza era excesiva, considerando el hecho de que la fianza por entrada ilegal es típicamente de $ 25.

## Otras lecturas
- Jacob G. Hornberger, "The Bill of Rights: Bail, Fines, and Cruel and Unusual Punishments," Law blog, Posted July 29, 2005 at Future of Freedom website